# Sarde
Sarde (ali Sardes; lidijsko 𐤳𐤱𐤠𐤭𐤣, latinizirano: Sfard; starogrško Σάρδεις, latinizirano: Sardeis; staroperzijsko 𐎿𐎱𐎼𐎭, latinizirano: Sparda) je starodavno mesto, kjer je danes sodobni Sart (Sartmahmut pred 19. oktobrom 2005) v Turčiji v provinci Manisa. Sarde so bile glavno mesto starodavnega lidijskega kraljestva  in eno pomembnih mest Ahemenidskega cesarstva. V njem je imel sedež prokonzul v Rimskem imperiju in so bile metropola province Lidija v rimskih in bizantinskih časih. Bile so sedež ene od sedmih cerkva v Aziji (Raz 3,1-6), ki jim je pisal Janez, avtor Razodetja v Svetem pismu, in kaže, da je bilo njegovo prebivalstvo znano kot mehko in malodušno. Mesto je bilo pomembno zaradi svoje vojaške moči, zaradi položaja ob pomembni cesti, ki je vodila iz notranjosti k Egejskemu morju in ker je obvladovalo široko in plodno ravan ob antični reki Hermos, ki je danes ravnica ob reki Gediz.

## Geografija
Sarde so bile sredi doline reke Hermos ob vznožju gore Tmolos, na strmi in vzvišeni legi, kjer je bila trdnjava, približno 4 km južno od reke Hermos. Danes je mesto v današnji vasi Sart, blizu Salihlija, v provinci Manisa v Turčiji, v bližini avtoceste Ankara–Izmir  (približno 72 kilometrov od Izmirja). Del ostankov s kopališčem, gimnazijem, sinagogo in bizantinsko trgovino je za obiskovalce odprt vse leto.

## Zgodovina
Najzgodnejše sklicevanje na Sarde je v Ajshilovih Perzijcih (472 pr. n. št.). V Iliadi je ime mesta Hida verjetno mesto meonijskih (lidijskih) vladarjev, pozneje je bilo rečeno, da je to starejše ime za Sarde ali njegovo citadelo. Verjetnejše je, da Sarde niso bile prvotna prestolnica Meonijcev, ampak so to postale sredi sprememb v 8. stoletju pred našim štetjem.
Mesto so zajeli Kimerijci v 7. stoletju pred našim štetjem, Perzijci v 6., Atenci v 5. in Antioh III. Veliki ob koncu 3. stoletja pred našim štetjem. V ahemenidskem obdobju je Sarde osvojil Kir Veliki in oblikoval končno postajo na Kraljevski cesti, ki se je začela v Perzepolisu, glavnem mestu Ahemenidskega cesarstva. Med jonskim uporom so Atenci mesto požgali. Sarde so ostale pod perzijsko prevlado, dokler jih ni osvojil Aleksander Veliki leta 334 pred našim štetjem.
Zgodnje lidijsko kraljestvo je zelo napredovalo v industrijskih umetnostih in Sarde so bile njihov glavni sedež. Najpomembnejši sta bili izdelava in barvanje občutljive volnene mešanice in preprog. Potok Paktol, ki je tekel skozi tržnico, je v zgodnji antiki "nosil zlat pesek", ki je bil v resnici zlat prah z gore Tmolos. Med vladavino kralja Krojza so metalurgi iz Sard odkrili skrivnost ločevanja zlata iz srebra in dosegli visoko čistočo obeh, česar prej niso poznali.  To je bila gospodarska revolucija, saj so  zlata zrna uporabljati za denar, čistost je bila prej sumljiva in ovira za trgovino. Nikoli niso vedeli, koliko zrn, ki so bila v zlitini zlata in srebra elektrum, je bilo zlatih in koliko srebrnih. V Sardah so lahko izdelali skoraj čiste srebrne in zlate kovance, katerih vrednost je bila zaupanja vredna po vsem svetu. To je naredilo Sarde bogate in Krojzovo ime je bilo sinonim za bogastvo samo. Iz tega razloga so Sarde znane v zgodovini kot kraj, v katerem so izumili sodobni denar.
Pod vladavino cesarja Tiberija je leta 17 veliko in bogato mesto uničil potres , vendar so bile Sarde v celoti obnovljene in financirane z lastnim bogastvom. To je bilo eno velikih mest zahodne Male Azije vse do poznejšega bizantinskega obdobja.
Trgovina in organizacija poslovanja sta bili še naprej vir velikega bogastva. Ko je Konstantinopel postal glavno mesto na vzhodu, je nov cestni sistem povezal pokrajine z njim. Sarde so ostale odrezane od velikih povezav in izgubile nekaj svojega pomena. Še vedno pa so ohranile svojo nadvlado in nadaljevale kot sedež metropolitanskega škofa province Lidije, ustanovljene leta 295. To je bilo tretje mesto po Efezu in Smirni na seznamu mest, ki jo je kot temo določil Konstantin Porfirogenet v 10. stoletju. V naslednjih štirih stoletjih je bila v senci provinc Magnezije ob Sipilumu in Filadelfije, ki sta bili pomembnejši v regiji.
Po letu 1071 so v dolino Hermosa vdrli seldžuški Turki, toda bizantinski general Jan Dukas je ponovno zasedel mesto leta 1097, uspehi generala Filokala leta 1118 pa so rešili okrožje poznejšega turškega pritiska. Sposobnost dinastije Komnenov skupaj s postopnim propadom seldžuškega Sultanata Rum je pomenilo, da so Sarde ostalo pod bizantinsko oblastjo. Ko so leta 1204 Konstantinopel zavzeli Benečani in Franki, so prišle pod vladavino bizantinskega cesarstva Nikeja. Ko so leta 1261 Bizantinci ponovno zavzeli Konstantinopel, so bile Sarde s celotno Azijo zanemarjene in regija je bila na koncu pod nadzorom gazijskih emirjev v Osmanskem cesarstvu. Leta 1306 sta jim bili dolina Kaistros in utrdba nad trdnjavo Sard izročeni s pogodbo. Mesto je še naprej propadalo, do osvojitve (in verjetno uničenja) mongolskega vojskovodje Timurja leta 1402.

## Arheološke ekspedicije
Do 19. stoletja so bile Sarde v ruševinah, ki prikazujejo predvsem zgradbe iz rimskega obdobja. Med zgodnjimi raziskovalci, ki so izkopavali, je bil Britanec George Dennis, ki je odkril ogromno marmorno glavo Favstine starejše, žene rimskega cesarja Antonina Pija. Najdena je bila na območju Artemidinega templja, verjetno je bila del para velikanskega kipa, posvečenega cesarskemu paru. 1,76 metra visoko glavo hranijo v Britanskem muzeju.  Prva obsežnejša arheološka ekspedicija v Sardah je prišla z univerze Princeton pod vodstvom Howarda Crosbyja Butlerja med letoma 1910 in 1914. Odkopali so Artemidin tempelj in še več kot tisoč lidijskih grobnic. Izkopavanja je ustavila prva svetovna vojna, ki ji je sledila turška vojna za neodvisnost. Nadaljevala so se leta 1922, čeprav za krajša obdobja. Nekatere ohranjene artefakte Butlerjevega izkopavanja so prenesli v zbirko Metropolitanskega muzeja umetnosti v New Yorku.
Novo ekspedicijo, znano kot Arheološko raziskovanje Sard, sta leta 1958 ustanovila G. M. A. Hanfmann, profesor na Oddelku za likovno umetnost na Harvardski univerzi, in Henry Detweiler, dekan Arhitekturne šole na univerzi Cornell. Hanfmann je izkopaval v mestu in regiji, izkopal in obnovil je pomembno rimsko kopel, kompleks gimnazija, sinagogo, poznorimske hiše in trgovine na lidijskem industrijskem območju za obdelavo elektruma v čisto zlato in srebro, lidijska zasedena območja in gomilne grobnice na Bin Tepeju.   Od leta 1976 do leta 2007 je izkop  vodil Crawford H. Greenewalt, ml., profesor na Oddelku za klasiko na univerzi Berkeley v Kaliforniji.  Od leta 2008 je izkopavanja vodil Nicholas Cahill, profesor na University of Wisconsin-Madison.  Zakoni, ki urejajo arheološke odprave v Turčiji, zagotavljajo, da morajo vsi arheološki artefakti ostati v Turčiji. Nekaj pomembnih najdb iz Sard je razstavljenih v Arheološkem muzeju Manisa, vključno poznoantični mozaiki in kipi, čelada iz sredine 6. stoletja pred našim štetjem in lončenina iz različnih obdobij.

## Sinagoga
Od leta 1958 sta Harvardska in Cornellska univerza sponzorirali letne arheološke odprave v Sarde. Ta izkopavanja so odkrila morda najveličastnejšo sinagogo v zahodni diaspori iz antike, našli so več kot 80 grških in sedem hebrejskih napisov kakor tudi številne talne mozaike. Odkritje sinagoge je spremenilo prejšnje domneve o judovstvu v poznejšem rimskem cesarstvu. Odkritje napisov bogaboječnežev/teozebov iz Afrodizija je nesporen dokaz nadaljnje prisotnosti judovske skupnosti v Mali Aziji in njihovo vključevanje v splošno rimsko življenje v času, ko so mnogi učenjaki že predpostavljali, da je krščanstvo zasenčilo judaizem. 
Sinagoga je bila del velikega kopališkega, gimnazijskega kompleksa, ki je bil v uporabi približno 450–500 let. V začetku, sredi 2. stoletja našega štetja, so bile sobe sinagoge uporabljene kot garderobe ali sobe za počivanje.
Sarde in hebrejski Sefarad sta morda eno in isto.